# Préjano
Préjano es una villa, localidad y municipio de la Rioja Baja, en la comunidad autónoma de La Rioja, España. Se encuentra en la margen izquierda del río Ruesca, afluente del Cidacos. Fue un antiguo pueblo minero, hoy en día sus habitantes se mantienen gracias a la agricultura y la industria de la cercana capital de la comarca: Arnedo.

## Historia
La villa aparece mencionada como Presano en los Votos de San Millán, atribuidos a Fernán González en 934, pero considerados una falsificación introducida a comienzos del siglo XIII:

Enciso, Arnetiello, Ocone cum sujs ujllis, Penna Alba, Erze, Pressano, Arneto, Kelle, Abtolle, Bea, Calahorra, Andosilla, Carcaras, Lerin, Zaharra, El Monesterio et Funes cum sujs uilljs ad suam alfocem pertinentibus, et alie que sunt site per litora Argue fluminis, iste predicte per omnes domus singulas metitas de uino in oblatione er singulos panes in offerta.
Enciso, Arnedillo, Ocón, Peñalba, Herce, Préjano, Arnedo, Quel, Autol, Bea, Calahorra, Andosilla, Carcar, Lerín, Azagra, El Monasterio, y Funes, con las villas pertenecientes a sus alfoces, y otras villas que hay sitas en las orillas del río Arga, una medida de vino en oblación, y un pan de ofrenda por cada casa.
Votos de San Millán

La primera referencia escrita datada con cierta fiabilidad es recogida en el tomo 6 de la Colección de privilegios, franquezas, exenciones y fueros, concedidos a varios pueblos y corporaciones de la corona de Castilla de los archivos de Simancas. En ella se donan las casas, tierras así como las viñas de Prescano que tenía el presbítero Hermenegildo al abad de albelda Dulchito; firmado por el obispo Tudimiro. No está fechado, pero basándose en los personajes nombrados, se debió realizar sobre el 942.

NUM. CCLI.

Donatio in Alhueco, in Cervaria et in Cornazo.

[...] trado tibi Dulchito Abbati coeterisque fratribus
   
in atrio Sancti Martini pro remedio animae meae in Pres-

cano, casas, térras, atque vineas
tomo 6 de la Colección de privilegios, franquezas, exenciones y fueros, concedidos a varios pueblos y corporaciones de la corona de castilla

El obispo de Calahorra, Juan de Préjano, realiza una donación de rentas a la mesa capitular de Calahorra en el año 1200, y en ella aparece citada Préjano («et tertiam de Praejano, de Herce de Legarda»).
El castillo de Préjano había pertenecido a la Orden de Calatrava, la cual, en el año 1288, lo cede de por vida a Vela Ladrón de Guevara, junto al de Enciso.
Desde la Edad Media hasta la abolición de los señoríos en España, en 1811 por las cortes de Cádiz, Préjano había sido villa de señorío, no de realengo. En 1434, el rey de Castilla Juan II otorga facultad real de la encomienda, que esta entonces estaba en poder de la Orden de Calatrava, a su contador mayor, el doctor González de Toledo, y a su mujer doña Inés González de Origüela. Enrique IV de Castilla, hijo y sucesor de Juan II, dona la villa de Préjano a don García Manrique, hijo de Pedro Manrique, por el apoyo que este le dio en sus disputas con el infante Don Juan (luego rey Juan II de Aragón). Tras diversas ventas, desde 1699 —cuando don Íñigo Eugenio Arguto y Álava compra sus derechos por 150.000 reales— hasta al menos 1789 —citado en el «Diccionario de la España dividida en Provincias»—, Préjano aparece vinculado al señorío de los marqueses de Gastañaga.
Según el Diccionario geográfico-histórico, Sección II, que comprende La Rioja o toda la provincia de Logroño y algunos pueblos de la de Burgos escrito por Ángel Casimiro de Govantes en 1846, Préjano tenía en el siglo XVI 180 vecinos y 900 almas mientras que  el censo de 1830 da constancia de que en el lugar habitaban 245 vecinos y 1220 almas.
Según el Madoz (1849), la villa estuvo en el pasado amurallada y con dos puertas denominadas "de la Villa" y "de San Miguel", pero ya por entonces de sus fortificaciones sólo quedaba la actual torre en pie, en cuya barbacana estaba el cementerio. Supuestamente este uso continuaría hasta la construcción del actual cementerio a las afueras del pueblo.
La población se vio gravemente afectada por los terremotos de 1817: de sus 200 casas sólo 16 quedaron habitables. La ermita del Cristo del
Canal padeció ruina casi total. Las dos parroquias quedaron muy maltratadas en sus pavimentos, y la torre de San Miguel quedó arruinada.

## Geografía humana

### Demografía
Cuenta con una población de 223 habitantes (INE 2024).
| Gráfica de evolución demográfica de Préjano entre 1842 y 2021                                                         |
| |
| Población de derecho según los censos de población del INE. Población de hecho según los censos de población del INE. |

Préjano hasta principios de siglo XX era una prospera localidad minera, en la que desde 1609 las minas de carbón habían dado empleo y riqueza a la localidad. Esto se acompañaba de la agricultura, sobre todo del olivo pero también cereal y almendros.
En el censo de la población de Castilla en el siglo XVI, Prejano se añade como pueblo de Nájera, indicándose 180 vecinos, (que a 5 personas por vecino son 900 almas). En el Diccionario Geográfico universal publicado en Barcelona en 1830 y siguientes, 245 vecinos, 1.220 almas. En el censo de la provincia de Logroño de 1840, 234 vecinos, 1110 almas.
En 1845, Tiene 234 vecinos y 1.111 habitantes, dos parroquias unidas y un estanco. En la quinta de 1844 entraron en suerte 57 jóvenes de 18 a 24 años. Pagó de contribución 13.368 reales, y cosecha al año común 4.000 fanegas de granos y legumbres, 1.500 arrobas de vino y 200 de aceite, que con los frutos menores y sus pastos importan 159.400 reales. Hay granjería de ganado y algunos telares para tejidos de lana ordinarios.
En el Diccionario Geográfico de España de 1846 se indica que su producción principal en se momento era trigo, morcajo, vino "de mediana calidad", aceite, y ganado lanar. Madoz, en aproximadamente las mismas fechas, detalla una producción de trigo, cebada, avena, aceite, vino, patatas, cáñamo y legumbres; se cría ganado lanar y cabrío y se mantiene el de labor necesario para la labranza. Destaca la caza de perdices, liebres y algunos lobo. Se hace mención a la mina de carbón de piedra, mencionando experimentos realizados en 1781, y la concesión de una real cédula el 4 de abril de 1831; explotada por entonces por la sociedad minera de Logroño. Su industria estaría compuesta de un molino harinero y otro de aceite, 3 telares de lienzos ordinarios y una caldera para destilar aguardiente con capacidad para 4 cántaras. Su presupuesto municipal era de 3.000 reales.
Ya a principios de siglo XX con las primeras emigraciones a América, el pueblo comenzó a perder habitantes. El golpe mayor fue el cierre de las minas, que daban empleo a gran parte de la población, sumándose al éxodo rural generalizado en toda España. Esto dejó al municipio con la mitad de la población con la que contaba hasta entonces.

## Administración
| Periodo   | Nombre                      | Partido |
| --------- | --------------------------- | ------- |
| 1979-1983 | José Gil Jiménez            | PSOE    |
| 1983-1987 | Marcelo Eguizábal Bobadilla | AP      |
| 1987-1991 | Jaime Sáenz Ocharri         | AP      |
| 1991-1995 | Dionisio Sota Ochoa         | PP      |
| 1995-1999 | Dionisio Sota Ochoa         | PP      |
| 1999-2003 | Dionisio Sota Ochoa         | PP      |
| 2003-2007 | Dionisio Sota Ochoa         | PP      |
| 2007-2011 | Santiago Jiménez García     | PSOE    |
| 2011-2015 | Santiago Jiménez García     | PSOE    |
| 2015-2019 | Eduardo Ruiz Cubillo        | PSOE    |
| 2019-2023 | Eduardo Ruiz Cubillo        | PSOE    |
| 2023-act. | David San Sixto Eguizábal   | PSOE    |

## Lugares de interés

### Edificios y monumentos

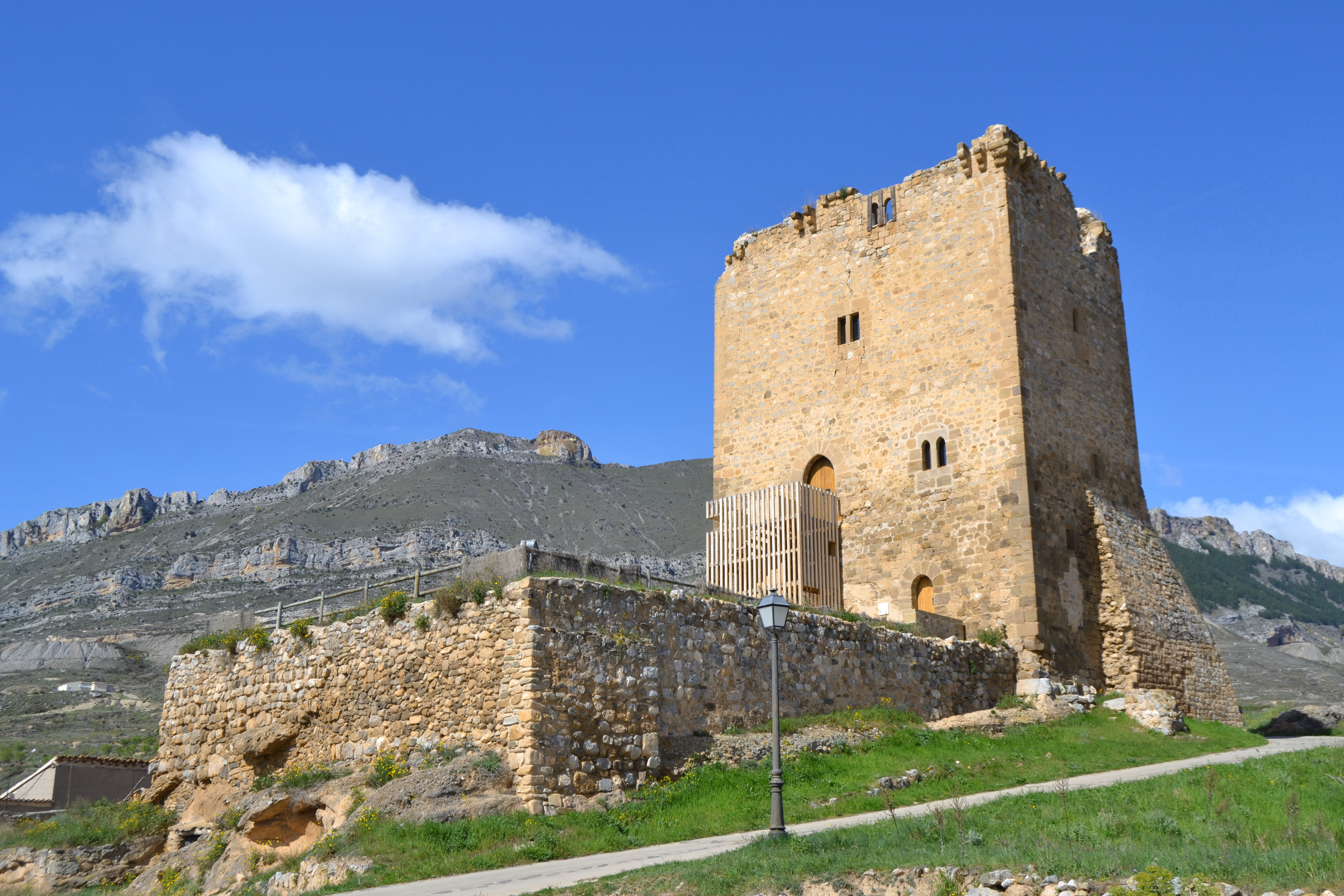
Castillo de Préjano tras su restauración

- Castillo de Préjano. Datado del siglo XV, es una torre fuerte pentagonal reforzada por muros en talud.
- Ermita del Santo Cristo de la Canal
- Iglesia de San Miguel: construcción de sillería y sillarejo del siglo XVI.
- Iglesia Parroquial de San Esteban
- Reloj de Préjano
- Puente del Postigo
- Ateneo de la villa
- Trujal: es el más antiguo trujal de La Rioja, todavía en uso por la cooperativa local. Sigue usando el sistema tradicional de decantación. Se puede visitar al cierre de la temporada, en enero en el conocido como día de las pingadas, en el que aparte de visitar el trujal se degusta este plato típico a base de pan, aceite y azúcar.

### Naturaleza
- La vía verde de Préjano: es un ramal de la vía verde del Cidacos, aprovecha el trayecto utilizado por el ferrocarril para transportar el carbón.
- La Cascada de Santuste: una cascada situada cerca de fuente amarga, un yacimiento en el que se encontraron 300 huesos de un Prejanopterus. El agua de la cascada proviene del Río Ruesca

### Icnitas

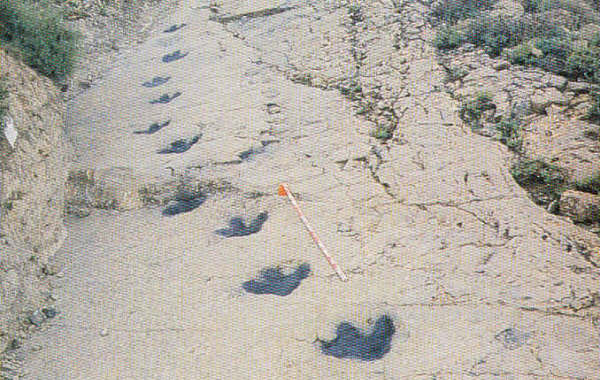
Yacimiento de icnitas de Valdeté.

Durante el periodo Cretácico inferior formó parte de una llanura encharcada que se desecaba periódicamente, dejando atrás zonas fangosas en las que las huellas de dinosaurio quedaban marcadas a su paso. Con el tiempo éstas se secaban y cubrían con nuevos sedimentos cuyo peso prensaba las capas inferiores, haciéndolas solidificar en rocas con el paso de millones de años. La erosión ha ido desgastando las capas superiores haciendo visibles muchas de estas formaciones rocosas, permitiendo observar las icnitas.
En el municipio se encuentran varios yacimientos:
- "Valdeté": está situado a 380 m de los corrales de Fente Rinilla y a 21 km de Préjano, en el barranco del Soto. Es de difícil acceso. Hay un rastro de 11 huellas de un dinosaurio herbívoro caminando a dos patas. Son grandes, con marcas de tres anchos dedos con terminación redondeada, siendo el central muy grande y el talón sobresale ligeramente. Destaca la diferente longitud de los pasos izquierdo-derecho, más cortos que los contrarios lo que indica una ligera cojera.[8]
- "Fuenteamarga": en este yacimiento se encontraron más de 300 huesos de un reptil volador desconocido (Pterosaurio). De su estudio se determinó que es una nueva especie que se ha denominado Prejanopterus curvirrostra en honor al municipio.
- "La magdalena": contiene 7 grandes huellas de Iguanodon bernissartensis.
- "Valdemurillo": a 3 km del pueblo, contiene un rastro de terópodo y de un saurópodo de Parabrontopodus.
- "Sol de la Pita"
- "La cuesta del peso"
- "Tajugueras"

## Fiestas locales
- Tercer sábado de enero: día de las Pingadas en el Museo del Aceite o Trujal.
- 23 de abril fiestas patronales en honor de San Jorge.
- 18 de julio Santa Marina
- 14 de septiembre fiestas mayores en honor del Cristo de La Canal. Típicas verbenas y zurracapote en las bodegas.
- 4 de diciembre Santa Bárbara